# Sankt Nikola an der Donau
Sankt Nikola an der Donau település Ausztriában, Felső-Ausztria tartományban, a Pergi járásban. Tengerszint feletti magassága 249 méter, területe 13,18 km².

## Elhelyezkedése
Sankt Nikola an der Donau Bad Kreuzen, Waldhausen im Strudengau, Nöchling, Neustadtl an der Donau és Grein településekkel határos.

## Népesség
| 2016 | 816 |
| 2018 | 798 |